# Ивайловградско
 Тази статия е за историко-географската област.  За общината вижте Ивайловград (община).  
Ивайловградско, в миналото Ортакьойско, е историко-географска област в Южна България, около град Ивайловград.
Територията ѝ съвпада приблизително с някогашната Ивайловградска околия – днешната община Ивайловград, заедно със селата Горни Юруци, Долни Юруци и Стражец в община Крумовград. Разположена е в източния край на Източните Родопи. Граничи с Харманлийско и Свиленградско на север, Одринско и Димотишко на изток, Софлийско и Гюмюрджинско на юг и Крумовградско на запад.